# Cupania mollis
Cupania mollis là một loài thực vật có hoa trong họ Bồ hòn. Loài này được Standl. mô tả khoa học đầu tiên năm 1923.